# Жарновец (гмина)
Жарновец (пол. Żarnowiec) — сельская гмина (волость) в Польше, входит как административная единица в Заверценский повет, Силезское воеводство. Население — 5011 человек (на 2004 год).

## Демография
| Перепись                       | Всего   | Всего | Женщины | Женщины | Мужчины | Мужчины |
| ------------------------------ | ------- | ----- | ------- | ------- | ------- | ------- |
| Единицы                        | человек | %     | человек | %       | человек | %       |
| Население                      | 5011    | 100   | 2505    | 50      | 2506    | 50      |
| Плотность населения (чел./км²) | 40,2    | 40,2  | 20,1    | 20,1    | 20,1    | 20,1    |

## Сельские округа
1. Бжезины
2. Хлина
3. Езоровице
4. Корычаны
5. Ланы-Мале
6. Ланы-Сьредне
7. Ланы-Вельке
8. Малошице
9. Отоля
10. Отоля-Мала
11. Удуж
12. Воля-Либертовска
13. Забродзе
14. Жарновец
15. Хлина-Дольна

## Соседние гмины
1. Гмина Харшница
2. Гмина Козлув
3. Гмина Пилица
4. Гмина Сендзишув
5. Гмина Слупя
6. Гмина Щекоцины
7. Гмина Вольбром